# Ficus pertusa
El amatillo (Ficus pertusa)  es un árbol perteneciente a la familia Moraceae.

## Descripción
Son árboles o arbustos, que alcanzan un tamaño de hasta 30 m de alto, iniciándose como epífitos pero tornándose independientes; ramas jóvenes glabras, grises a café-amarillentas. Hojas elípticas a muy angostamente elípticas o lanceoladas, 5–12.5 cm de largo y 2–5.5 cm de ancho, acuminadas a atenuadas en el ápice, obtusas a agudas en la base, glabras, lisas, cartáceas y verdes a café claras cuando secas, 10–20 pares de nervios secundarios, muy débiles y difíciles de distinguir de los nervios intermedios, nervio submarginal débil, nervios terciarios inconspicuos; pecíolos 0.8–2.5 (–4) cm de largo, glabros, café claros, estípulas 0.5–1.3 cm de largo, glabras. Higos 2 por nudo, globosos, 0.8–1.5 cm de diámetro, glabros, verde-amarillentos, verdes a purpúreo opacos, a veces manchados, ostíolo hundido dentro de un anillo de tejido, pedúnculos 2–10 mm de largo, glabros, brácteas basales 2, ca 2 mm de largo, glabras.
Es polinizado por avispas de los higos de los géneros Pegoscapus o Pleistodontes.

## Distribución
Planta originaria de México, está presente en clima cálido desde el nivel del mar hasta los 1400 m de altitud, desde el noroeste de México hasta Brasil y también en Jamaica. Crece en cañadas, laderas rocosas, asociada a vegetación perturbada de bosques tropicales caducifolio, subcaducifolio y perennifolio, además de bosque de pino-encino.

## Propiedades
Los usos medicinales que se hacen de esta planta son contra el dolor de muelas y en casos de inflamación de los pechos de las mujeres que amamantan (lactífugo).
Historia
En el siglo XVI, Francisco Hernández de Toledo la reporta como antipirética.

## Taxonomía
Ficus pertusa fue descrita por Carlos Linneo el Joven y publicado en Supplementum Plantarum 442, en 1781[1782].
Etimología
Ficus: nombre genérico que se deriva del nombre dado en latín al higo.
pertusa: epíteto: agujereado, perforado (participio del verbo latino "pertundo")
Sinonimia
| - Ficus arbutifolia Pers. - Ficus arpazusa Casar. - Ficus baccata (Liebm.) Miq. - Ficus cerasifolia Kunth & C.D.Bouché - Ficus ciliolosa Kunth & C.D.Bouché - Ficus complicata Kunth - Ficus consanguinea Kunth & Bouché - Ficus daphniphylla Miq. - Ficus elliptica (Herzog) Herter - Ficus erythrosticta (Miq.) Miq. - Ficus fadyeni Miq. - Ficus fasciculata S.Watson - Ficus faydeni Miq. - Ficus garcesii Dugand - Ficus gardeniifolia Miq. - Ficus gemina (Miq.) Miq. - Ficus grabhamii Britton ex Fawc. & Rendle - Ficus halliana Britton ex Fawc. & Rendle - Ficus ibapohi Orb. ex Rojas Acosta - Ficus immersa Warb. ex Glaz. - Ficus kanukuensis Standl. - Ficus lancifolia Hook. & Arn. - Ficus morantensis Britton ex Fawc. & Rendle - Ficus myrtifolia Link - Ficus ochroleuca Griseb. - Ficus padifolia Kunth - Ficus palmicida Pittier - Ficus periplocaefolia Kunth & Bouché - Ficus peruviana (Miq.) Rossberg - Ficus planicostata Kunth & C.D.Bouché - Ficus polypus Schiede ex Miq. | - Ficus radicans Casar. - Ficus rolandri (Liebm.) Miq. - Ficus sapida (Liebm.) Miq. - Ficus sonorae S.Watson - Ficus subtriplinervia Mart. - Ficus sulcipes (Miq.) Miq. - Ficus tapajozensis Standl. - Ficus tarapotina Warb. - Ficus trachelosyce Dugand - Ficus turbinata (Liebm.) Miq. - Pharmacosycea laurifolia Miq. - Pharmacosycea peruviana Miq. - Urostigma baccatum Liebm. - Urostigma cestrifolium var. major Miq. - Urostigma complicatum (Kunth) Liebm. - Urostigma erythrostictum Miq. - Urostigma geminum Miq. - Urostigma lancifolium Miq. - Urostigma liebmannianum Miq. - Urostigma padifolium (Kunth) Liebm. - Urostigma pertusum (L.f.) Miq. - Urostigma planicostatum Miq. - Urostigma populneum f. mexicanum Miq. - Urostigma rolandri Liebm. - Urostigma sapidum Liebm. - Urostigma schiedeanum Miq. - Urostigma subtriplinervium (Mart.) Miq. - Urostigma sulcipes Miq. - Urostigma turbinatum Liebm. |

## Nombres comunes
- amesquite de México, samatito de México, jagüey hembra de Cuba.[5]
- En México: Amatillo, camichín, higuito, injerto, matapalo, palo de amate.[2]